# Fëanorova přísaha
Fëanorova přísaha je fiktivní přísaha, kterou v Tolkienově světě složil elf Fëanor a jeho synové Maedhros, Maglor, Celegorm, Curufin, Caranthir, Amrod a Amras. Zavazovala je udělat cokoliv pro získání zpět silmarilů, které jim ukradl Morgoth, který při tom zabil Fëanorova otce Finwëho.

## Text
Text přísahy není v Silmarillionu přesně uveden, je tam však následující:
Přísahali, že budou pronásledovat pomstou a nenávistí až do konce světa Valu, démona, elfa nebo ještě nezrozeného člověka a jakéhokoli tvora, velkého či malého, dobrého či zlého, kterého přinese čas až do konce dnů, pakliže by držel, vzal nebo jim upíral silmaril, který jim patří.
J. R. R. Tolkien: Silmarillion. Kapitola 9 - O útěku Noldor.

## Důsledky nedodržení přísahy
Jmenovaní složili přísahu při samotném Eru Ilúvatarovi, proto tuto přísahu nebylo možno nijak zrušit. Každého, kdo ji přísahal, bude pronásledovat až do konce světa. Kdo by ji nedodržel, na toho bude přivolána Věčná tma.